# ساندرا نیتا
ساندرا نیتا (به انگلیسی: Sandra Nitta) (زادهٔ ۲۴ آوریل ۱۹۴۹) شناگر اهل ایالات متحده آمریکا است.